# يونسان ملك جوسون المخلوع
الملك يونسان (연산군 | 燕山君) , (ولد في 7 نوفمبر 1476 وفقاً للتقويم القمري (2 ديسمبر وفقاً للتقويم الميلادي) ومات في 6 نوفمبر 1506 (حكم من 1494 إلى 1506)) . هو الملك العاشر لمملكة جوسون في كوريا . اسمه يُنگ  (융 | 㦕) هو الابن الأكبر للملك سونغجونغ , من الملكة المخلوعة السيدة يون ابنة مستشار الدولة الأيسر، السيد يانغ جول . بسبب خلع والدته، أصبحت الملكة جونغهيون من عشيرة بابيونغ يون والدته بالتبني، رغم أنه لم يدرك أن والدته هي الملكة المخلوعة السيدة يون . هذا الأمر تسبب بالعديد من المذابح التطهيرية التي شنها على علماء سارم وعلى فصيل هنغ . في نهاية الأمر أطاح الثوار بحكمه واقتيد لمنفاه لكنه قتل في منتصف الطريق . لم يحصل على اسم معبد .

## إعدام والدته
خدمت الملكة المخلوعة يون (تعرف رسميا باسم الملكة جيهون) والد الأمير يونسان , الملك سونغجونغ كمحظية حتى وفاة الملكة غونغهي أول زوجات الملك . بدون أي وريث للعرش حث المستاشرون الملك لاتخاذ زوجة ثانية لتنجب الخليفة الملكي . تم اختيار السيدة يون لجمالها وتزوجا رسمياً في 1476 . بعد مدة قصيرة أنجبت ابنها الأول، يي ينغ والذي عرف فيما بعد باسم الأمير يونسان . الملكة الجديدة كانت مزاجية وغيورة من محظيات الملك سونغجونغ اللاتي يعشن في القصر، حتى أنها قامت بتسميم إحدى المحظيات في 1477 . في عام 1479 قامت بضرب الملك وخدش وجهه . حاول الملك إخفاة هذه الحادثة لكن والدته الملكة إنسو اكتشفت الأمر وأمرت بنفي السيدة يون (تعرف الآن باسم الملكة المخلوعة يون) . تم تقديم العديد من الاتماسات لإعادتها لمنصبها في البلاط لكن مسؤولي الحكومة قدموا التماساتهم لتسميم الملكة، وهذا ما حصل .

## عمليتا التطهير
كبر ولي العهد وخلف والده الملك سونغجونغ في 1494 . في بداية حكمه كان ملكات حكيما ومسؤولا بارعاً والذي عزز الدفاع الوطني وساعد الفقراء . كما أظهر علامات العنف عندما قتل جو سا-سو أحد معلميه، بعد وقت قصير من توليه الحكم . وفي نهاية المطاف علم ما حدث لوالدته الملكة المخلوعة السيدة يون وحاول إعادة لقبها ومنصبها بعد وفاتها . وعندما قام المسؤولون الحكوميون المنتمون للفصائل السياسية بطلب علماء سارم للاعتراض على جهود الملك المخالفة لوصية الملك سونغجونغ , استاء الملك يونسان وبحث عن سبل للقضاء على علماء سارم . في عام 1498 أضاف كم إل سون (تابع لكم جونغ-جك) فقرات في السجل الملكي تشير لاغتصاب الملك سيجو للعرش في 1455 . كم إل سون وبقية تابعي كم جونغ-جك تم إعدامهم بتهمة الخيانة من قبل فصيل سياسي منافس، وهذا ما أعطى الملك يونسان الفرصة لإعدام العديد من علماء سارم , وتشويه ما تبقى من رفات كم جونغ-جك . سميت هذه الإبادة بمذبحة التطهير الأولى في 1498 (무오사화 戊午士禍) .
في 1504 كشف إم سا-هونغ للملك يونسانغن عن تفاصيل مقتل والدته وأراه قطعة ملابس ملطخة بدماء والدته التي تقيأتها بعد شربها للسم . في 20 مارس 1504 , أمر بقتل محظيتان من محظيات الملك سونغجونغ , لكونهما مسؤولتان عن قتلها . جدته الملكة إنسو العظيمة قتلت بعد أن دفعها نحو الأرض بعد إحدى المشادات . أعدم الملك يونسانغن الكثير من المسؤولين الحكوميين الذين دعموا قتل والدته والتي أصبحت تعرف الآن بعد وفاتها بالملكة جيهون، كما أمر بفتح مقبرة هان ميونغ-هو وإخراج جثته وقطع رأسه . عرفت هذه الإبادة باسم بمذبحة التطهير الثانية في 1504 (갑자사화 甲子士禍) .

## قمع التعبير والتعلم
أغلق الملك يونسان الجامعة الملكية (سونغيونغوان) وحولها لمكان يسعده والذي يتم فيه تجميع الفتيات الصغيرات والأحصنة من أنحاء شبه الجزيرة الكورية . كما هدم مساحة سكنية واسعة من أجل بناء مكان للصيد، كما أجبر الناس على العمل في بناء مكان جديد لمتعته . سخر العديد من العوام من الملك وأهانوه بكتابة ملصقات مكتوبة بالهانغول , مما أثار غضبه الشديد، وحظر استخدام الهانغول .
عندما احتج الوزراء على أفعاله، قام بإلغاء مكتبة الرقابة (وظيفة المكتب انتقاد سياسات الملك) وهونغمونغوان (المكتبة ومركز الأبحاث والتي تنصح الملك بالتعاليم الكونفوشيوسية). أمر الوزراء بارتداء إشارة تقرأ هكذا (الفم هو باب الكوارث، واللسان هو السيف الذي يقطع الرأس، الجسد سيكون في سلام ما دام الفم مغلقاً ولسانه مغمود في عمقه (口是禍之門 舌是斬身刀 閉口深藏舌 安身處處牢) . عندما توسل رئيس الخصيان كم تشيو-سن (والذي خدم ثلاث ملوك سابقين) للملك يونسان ليغير طريقه، لكن الملك يونسان أجابه برميه بسهم وقطع أطرافه ومعاقبة أقاربه حتى الدرجة السابعة, وعندما سأل الملك يونسان الأمناء الملكيين عن هذه العقوبة لم يجرؤوا على قول سوى أنها مناسبة. قام أيضا بنفي وزير المناسك لأنه سكب الشراب الذي قدمه الملك له .
خاف العديد من الناس من حكمه الاستبدادي، وتم قمع أصواتهم، في تناقض صارخ مع الليبرالية في عهد والده .

## الخلع
في 1506 في السنة الاثنتا عشرة من حكم الملك يونسانغن، تآمر مجموعة من المسؤولين (وخصوصاً بارك وون-جونغ, وسونغ هوي-آن، ويو سون جونغ، وهونغ غيونغ-جـ) ضد الحاكم المستبد . ابتدأت ثورتهم في 2 سبتمبر 1506 وقاموا بخلع الملك وتعيين أخاه غير الشقيق الأمير جنسونغ . خفضت مرتبة الملك إلى أمير، وأرسل إلى المنفى . أما زوجته جانغ نوك-سـ فاعتبرت (امرأة قاتلة) والتي شجعت الملك يونسان على حكمه السيء، ولذا قطع رأسها . أبناء الملك يونسان الصغار تم قتلهم أيضاً .

## الأسرة
- الأب : الملك سونغجونغ (성종) .
- الأم : الملكة ين المخلوعة[9] (제헌왕후 윤씨) .
- الزوجات والأبناء :

1. زوجته الملكة المخلوعة شن (거창군부인 신씨)، وهي ابنة شن سنغ سون والأخت الصغرى لشن سو غن. ولدت في 1472 وماتت في 1537، وأنجبت:
  1. ابنة: الأميرة هويشن الملكية المخلوعة (폐 휘신공주 / 廢 徽愼公主).
  2. الابن الأكبر: ولي العهد هوانغ المخلوع (폐 왕세자 황 / 廢 王世子 𩔇)
  3. الابن الثاني: الأمير تشانغنيونغ الكبير المخلوع (폐 창녕대군 성 / 廢 昌寧大君 誠).
2. رفيقة ملكية نبيلة مخلوعة من عشيرة جو (폐빈 조씨) , بدون أبناء .
3. جون سك-يونغ (숙용 전씨) .
4. كم سك-وون (숙원 김씨) .
5. لي سك-وي[10] (숙의 이씨) , أنجبت :
  1. الأمير يانغبيونغ (양평군) , الابن الأول .
  2. الأمير يي دون-سو (왕자 이돈수) , الابن الثاني .
  3. أميرة (الاسم غير معروف) .
6. جانغ نوك سو , سك-يونغ , (숙용 장녹수) , (ماتت في 1506),[11][12] أنجبت :
  1. أميرة (الاسم غير معروف) .
7. وو سك-يونغ[13] (숙용 우씨) .

## اسمه الكامل بعد وفاته
- الملك هونتشون هونغدو غيُنغمُن وِمُ عظيم كوريا
- 헌천홍도경문위무대왕
- 憲天弘道經文緯武大王

## التصوير الحديث

### الدراما
ظهر الملك في المسلسلات التلفازية التالية :
- جانغ نوك سو : ظهر الملك مع محظيته المحبوبة سك-يونغ .
- الملك وأنا : ظهر في الحلقة الأخيرة من المسلسل .
- نساء العالم : بدأ المسلسل بمشاهد الانقلاب على الملك يونسان .
- العظيمة جانغ غيوم : صور في الملسل كأسوأ طاغية في مملكة جوسون، والذي أعدم العديد من المسؤولين إبان اكتشاف مقتل والدته .
- الملكة إنسو : ظهر الملك يونسان في آخر 5 حلقات من المسلسل .

### الأفلام
ظهر الملك يونسانغن في الأفلام التالية :
- مذكرات الملك يونسان (فلم) .
- الملك والمهرج : صور في هذا الفلم، كملك عاطفي يسعى وراء متعته الشخصية، حتى لو كانت الشذوذ مع المهرج الجميل الذي يخدمه .

## الملاحظات
1. ↑  قاموس الحروف الصينية . نسخة محفوظة 13 يونيو 2016 على موقع واي باك مشين.
2. ↑  هما جونغ غيُم-يي , غوِ-إن من عشيرة تشوغيي جونغ . 
وأوم أنسوسا , غوِ-إن من عشيرة يونغوول أوم .
3. ↑  تسمى رسميا بالملكة سوهيي .
4. ↑  حوليات 14 يوليو 1506 .
5. ↑  حوليات 29 يناير 1505 . نسخة محفوظة 05 سبتمبر 2015 على موقع واي باك مشين.
6. ↑  حوليات 1 أبريل 1505 .
7. ↑  ابنته أصبحت محظية للملك جنغجونغ .
8. ↑  ابنه أصبحت محظية للملك جنغجونغ .
9. ↑  كسبت لقب الملكة جيهون , وكانت تعرف في عهد ابنها باسم الملكة المخلوعة السيدة يون .
10. ↑  ابنة لي غونغ
11. ↑  ابنة جانغ هان-بل والأخت الصغرى لجانغ بوك-سو
12. ↑  قبل أن تصبح محظية للملك يونسان , كانت خادمة في منزل الأمير العظيم جي-آن
13. ↑  ابنة وو بو-ري